# Degradacja Streckera
Degradacja Streckera – istotna pod kątem tworzenia się związków zapachowych żywności część reakcji Maillarda. Jest to reakcja aminokwasów ze związkami dikarbonylowymi, w wyniku której powstają aldehydy (tzw. aldehydy Streckera). W reakcji powstają również kwasy, a proporcje powstałych kwasów do aldehydów Streckera zależą od warunków reakcji. W wyniku tej reakcji tworzą się również siarkowodór i amoniak, które mogą reagować z innymi związkami zapachowymi.
Nazwa degradacja pochodzi od degradowania substratu reakcji - aminokwasu do krótszego o jeden atom węgla produktu - aldehydu Streckera.